# جرالد هولتون
جرالد هولتون (انگلیسی: Gerald Holton؛ زاده ۲۳ مهٔ ۱۹۲۲) یک فیزیک‌دان اهل ایالات متحده آمریکا است.